# 금모래초등학교
금모래초등학교는 대한민국 경기도 시흥시에 있는 공립 초등학교이다.

## 연혁
- 2001년 6월 13일 : 개교